# Assedio di Gaeta (1860)
L'assedio di Gaeta tra il 5 novembre 1860 e il 13 febbraio 1861 fu uno degli ultimi fatti d'armi delle operazioni di conquista dell'Italia Meridionale nel corso del Risorgimento italiano.

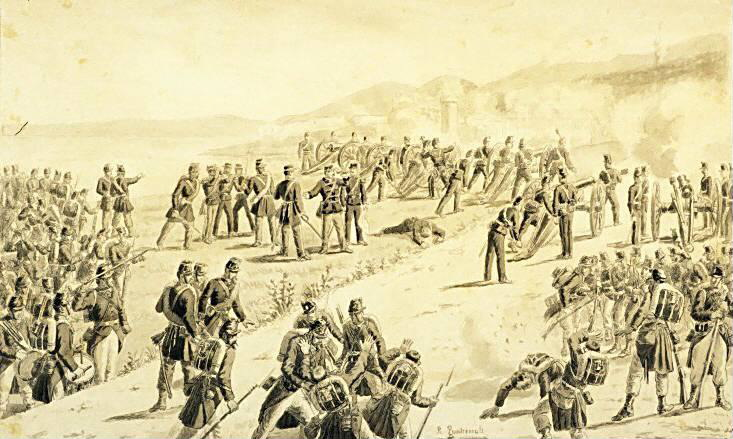
Raffaele Pontremoli, Manfredo Fanti a Mola di Gaeta, 1860, Museo del Risorgimento di Modena

La città di Gaeta, al confine tra il Regno delle Due Sicilie e lo Stato Pontificio, era difesa dai soldati dell'esercito delle Due Sicilie, ivi arroccati dopo la Spedizione dei Mille e l'intervento della Regia Armata Sarda. La caduta di Gaeta, insieme con la presa di Messina e l'assedio di Civitella del Tronto, portò alla proclamazione del Regno d'Italia. È stato uno degli ultimi grandi assedi condotti con il metodo cosiddetto scientifico. L'esercito assediante fece uso infatti dei moderni cannoni a canna rigata che decretarono il superamento delle fortificazioni costruite fuori terra.

## Storia

### La ritirata dei Borbone da Napoli
La sera del 6 settembre 1860, su consiglio del direttore di polizia Liborio Romano, Francesco II di Borbone lasciò Napoli a bordo dell'avviso Messaggero, accompagnato dalla consorte Maria Sofia di Baviera e dal suo seguito, composto dal principe Nicola Brancaccio di Ruffano, dal conte Francesco de la Tour, dal marchese Imperiali, dalla duchessa di San Cesareo, dal duca di San Vito Emanuele Caracciolo, dal maresciallo Riccardo de Sangro principe di San Severo, dal retro ammiraglio Leopoldo del Re, dal maresciallo Giuseppe Statella, dal maresciallo Francesco Ferrari, oltre a 17 guardie nobili del corpo, senza tentare la difesa di Napoli. Tale decisione era maturata per la volontà del sovrano da un lato di risparmiare alla capitale le rovine della guerra e dall'altro per la precisa strategia di difesa, che vedeva privilegiata la linea Volturno-Garigliano, supportata come punti di forza dalle due fortezze di Capua e Gaeta. In particolare quest'ultima era considerata da sempre la "chiave d'accesso" al regno e definita insieme con Gibilterra e Malta una delle piazzeforti più imponenti e inespugnabili d'Europa.
La maggior parte della flotta borbonica, del cui comando era stato destituito l'ammiraglio Luigi di Borbone, conte di Aquila e zio di Francesco II ormai in esilio da circa tre settimane, si rifiutò di seguire in navigazione il Messaggero.
Alla sua partenza da Napoli, il re chiese a Vincenzo Criscuolo comandante del Messaggero, su cui era imbarcato, di ordinare alle due navi Tancredi e Fieramosca, anch'esse presenti nel porto di Napoli di seguirlo, ma queste non lo fecero. Fu invece seguito dalle due navi da guerra spagnole anch'esse nel porto napoletano, tra cui la Colón con a bordo il diplomatico Salvador Bermúdez de Castro, a cui era stato ordinato di far da scorta dal re di Spagna.
Quindi navigando incrociò le navi, Partenope, Ruggiero, Sannita e Guiscardo e anche a questa squadra fu segnalato di seguire il re a Gaeta, ma senza ottenerne risposta. Nel canale di Procida incrociarono altre quattro navi da guerra, sotto il comando del capitano di vascello Carlo Longo e anche a loro inviarono i segnali, ma quelle finsero di non capire. Allora Criscuolo ammarò una lancia, per far pervenire a voce, ai comandanti, l'ordine reale; ma da un ufficiale di bordo fu risposto, che per poco non li prendevano a cannonate. Durante la traversata Francesco II, accostatosi a Criscuolo, gli confidò: "Vincenzino, io credo che l'armata navale mi abbia interamente tradito, e quindi nessuna delle navi, da noi chiamate, ci seguirà a Gaeta".
La sola Partenone, giunse a Gaeta, tre giorni dopo al comando del brigadiere Roberto Pasca.
A Gaeta pervenne anche la nave-avviso Delfino (che recava a bordo l'archivio personale del re e i bagagli della famiglia reale e della corte).
Francesco II di Borbone e la consorte giunsero a Gaeta alle ore 6 del 7 settembre 1860. Furono seguiti anche dai diplomatici stranieri presenti a corte: il nunzio apostolico Pietro Gianelli, il ministro della Russia principe Volkonskij, il ministro dell'Austria e il personale diplomatico di Brasile, Russia e Prussia. Il re, tra i suoi primi atti, nominò nuovo capo del governo il generale Francesco Casella, che mantenne i dicasteri della guerra e degli esteri, ministro delle finanze il barone Salvatore Carbonelli, ministro della marina il retro ammiraglio Leopoldo del Re, ministro della giustizia il duca di Lauria don Pietro Calà Ulloa e infine inviò telegrammi in tutto il Regno delle Due Sicilie per informare i sudditi che il governo da quel giorno risiedeva in Gaeta.

### Garibaldi a Napoli e l'arrivo dell'esercito sabaudo
Lo stesso 7 settembre, Garibaldi, precedendo il grosso del suo esercito, viaggiando su un treno, che da Torre Annunziata dovette procedere lentamente per non travolgere le ali di folla festante, poté entrare in città accolto da liberatore. Le truppe borboniche, ancora presenti in abbondanza e acquartierate nei castelli, non offrirono alcuna resistenza e si arresero poco dopo.
Vittorio Emanuele II decise che era giunto il momento di intervenire con il proprio esercito per annettere Marche e Umbria, ancora nelle mani del papa, e unire così il Nord e il Sud d'Italia.
Fallito il tentativo borbonico di bloccare l'avanzata dei garibaldini negli scontri avvenuti tra il 26 settembre e il 2 ottobre 1860 nei pressi del fiume Volturno, nella cosiddetta battaglia del Volturno, il 9 ottobre, ad Ancona, Vittorio Emanuele II si pose a capo dell'esercito e il 15 ottobre attraversò il confine del Regno delle Due Sicilie. L'esercito piemontese proseguì la sua discesa entrando in Molise (battaglia del Macerone) e convergendo quindi verso la Campania, muovendosi verso Gaeta e andando incontro alle truppe garibaldine.
Il 26 ottobre avvenne l'incontro tra Giuseppe Garibaldi e Vittorio Emanuele II a Teano e da quel momento l'iniziativa militare fu completamente in capo all'esercito sabaudo.

### L'inizio dell'assedio
L'esercito borbonico, invece, era attestato sulla linea del fiume Volturno, operando a nord dalla fortezza di Gaeta e, a sud, dalla città fortificata di Capua. Perduta anche la battaglia del Volturno (1º ottobre 1860), le truppe superstiti ripiegarono a Gaeta per un'ultima resistenza. Le forze di terra borboniche erano composte da 16 700 soldati e 994 ufficiali (troppo numerosi per essere ospitate tutte entro le mura di Gaeta), suddivise in tre reggimenti di Cacciatori, comandati dal generale di brigata Vincenzo Sanchez de Luna, disposte parte nel borgo di Gaeta e parte sul Colle dei Cappuccini; quattro compagnie di Svizzeri, comandate dal capitano Hess, dislocate sul promontorio di Torre Viola; un reggimento dislocato nei pressi del cimitero e un altro reggimento ospitato sul Colle Atratina; infine altri cinque reggimenti disposti fuori dalle mura di Gaeta sull'istmo di Montesecco.

Una batteria di artiglieria borbonica durante l'assedio

L'artiglieria posta a difesa della piazzaforte di Gaeta era costituita da circa 300 cannoni (4 a canna rigata e i restanti a canna liscia) distribuiti su otto batterie, le più importanti delle quali erano "Transilvania", "Torre d'Orlando", "Regina", "Trinità" e "Phillipstall". Le munizioni per l'artiglieria erano scarse, ma abbondavano le munizioni per fucili. Sia i camminamenti sia le casematte erano vulnerabili al tiro dell'artiglieria piemontese, perché non erano state protette con blindature. Le scorte di cibo per i soldati e per la popolazione civile non erano sufficienti, come pure era scarso il foraggio per gli oltre 1 000 tra cavalli e muli utilizzati dall'esercito del Regno delle Due Sicilie.
Le forze navali rimaste fedeli a Francesco II erano composte da cinque unità da guerra napoletane (Partenope, Delfino, Messaggero, Saetta, Etna). Inoltre dal 5 novembre 1860 al 19 gennaio 1861 la fortezza di Gaeta fu protetta sul fronte mare da sette navi da guerra francesi (Bretagne, Fontenoy, Saint Luis, Imperial, Alexandre, Prony, Descartes) al comando del vice-ammiraglio Adelbert Lebarbier de Tinan, quattro navi da guerra spagnole (Vulcán, Colón, Villa de Bilbao, General Álava), una nave da guerra prussiana (Loreley) che consentirono alla fortezza di rifornirsi via mare ed impedirono alle navi della Marina Sarda di entrare in azione. Il corpo d'assedio dell'esercito piemontese era composto da 18 000 soldati, 1 600 cavalli, 66 cannoni a canna rigata e 180 cannoni a lunga gittata. Le batterie di artiglieria erano allestite a Castellone, alla Canzatora, a Monte Cristo, a Monte Lombone, nella valle di Calegna. Il 4 novembre nel corso di una battaglia venne conquistata la strategica Mola di Gaeta. 
Al bombardamento di Mola di Gaeta presero parte anche alcune unità navali ex borboniche transitate con i relativi equipaggi ed ufficiali nella nuova Marina Sarda, come descritto dall'ufficiale di Stato Maggiore borbonico Giovanni delli Franci:
(Cronica della campagna d'autunno del 1860 fatta sulle rive del Volturno e del Garigliano dall'Esercito Napolitano - Parte seconda, Giovanni delli Franci, p. 369)
Il 5 novembre 1860, il generale Enrico Cialdini, comandante del corpo di assedio piemontese, stabilì il suo avamposto presso la Cappella di Conca, aiutato da alcuni ufficiali dell'esercito borbonico unitisi ai sardo-piemontesi, tra cui il maggiore del Genio Giacomo Guarinelli, buon conoscitore della piazzaforte di Gaeta, in modo tale da poter ben guidare il fuoco dell'artiglieria piemontese e centrare senza troppe difficoltà gli obiettivi militari. Le ostilità via terra contro i borbonici rifugiati in Gaeta ebbero inizio l'11 novembre 1860, anche se l'assedio vero e proprio incominciò il 13 novembre. Il 28 novembre un manipolo di 400 soldati borbonici, guidati dal generale Ferdinando Beneventano del Bosco, tentò una sortita sul colle dei Cappuccini. Il colpo di mano riuscì e allontanò i bersaglieri piemontesi che erano stanziati lì, ma a caro prezzo di vite umane, tra cui la perdita del tenente colonnello Migy. Inoltre il colpo di mano riuscì solo a metà, in quanto fallì l'obiettivo di incendiare il borgo, azione affidata ad un gruppo di soldati legittimisti francesi comandato dal conte de Christen e visconte Maricourt, che vennero respinti da un contrattacco alla baionetta dei bersaglieri, i quali inseguirono i francesi fin sotto le mura della fortezza, dove dovettero arrestarsi a causa del fuoco delle batterie nemiche. Il motivo per cui venne eseguito un attacco di terra, anziché un più sicuro ed efficace bombardamento della postazione, era dovuto alla venerazione di re Francesco II per una chiesa del borgo, che rischiava di essere colpita dal tiro poco selettivo delle artiglierie.
Il 4 dicembre, l'esercito borbonico compì una seconda sortita esterna alle mura della fortezza sotto una pioggia torrenziale, con una squadra di 120 cacciatori, facendo saltare un gruppo di case che nascondeva alla vista una batteria di artiglieria piemontese, costringendola a prendere una nuova posizione più arretrata. Ai primi di dicembre all'interno della piazzaforte si diffuse un'epidemia di tifo petecchiale che incominciò a mietere vittime sia tra i militari sia tra i civili, cui si andarono ad aggiungere le vittime dei bombardamenti piemontesi. L'8 dicembre, (altro giorno piovoso con foschia), mentre il re Francesco II di Borbone, in occasione della festività dell'Immacolata Concezione, emanava un proclama in cui denunciava l'aggressione piemontese, il re Vittorio Emanuele II di Savoia si recò in visita a Mola di Gaeta, oggi Formia, per osservare i progressi delle operazioni militari.
Nel frattempo Cavour ordinò al generale Cialdini di sospendere l'assedio per consentire all'ammiraglio francese Barbier de Tinan di consegnare un messaggio da parte dell'imperatore francese Napoleone III al re Francesco II per indurlo a trattare la resa, significandogli che in caso contrario avrebbe ordinato alle navi da guerra francesi di abbandonare la rada di Gaeta; Francesco II riuscì a guadagnare ulteriore tempo con un'abile risposta e le navi francesi restarono colà all'ancora, impedendo il blocco da mare della piazzaforte. La tregua resse fino alla notte tra il 12 e il 13 dicembre, quando l'uscita dalla piazzaforte di alcuni soldati borbonici venne interpretata dai sabaudi come un tentativo ostile nei loro confronti e aprirono il fuoco.
Dal canto loro i soldati all'interno delle mura di Gaeta, sentendo sparare, credettero che i piemontesi stessero attaccando e risposero al fuoco: la sparatoria durò circa tre ore. Il 14 dicembre il re Francesco II decise di sciogliere due reggimenti della Guardia reale, perché in esubero rispetto allo sforzo bellico del momento, e inoltre congedò circa 50 soldati da ogni battaglione di Cacciatori.
Vennero così mandati via dalle file borboniche e imbarcati sulle navi francesi Protis e Stella circa 4500 uomini con appresso viveri per tre giorni e la paga di otto giorni, con destinazione Terracina e la promessa di raggiungere quanto prima i propri paesi di origine in attesa degli eventi. A questo punto la forza dei difensori di Gaeta era scesa a 12300 soldati, 993 ufficiali e circa 1 000 cavalli, mentre gli assedianti si attestavano su una forza di circa 15500 soldati e 800 ufficiali. Dal 15 dicembre i bombardamenti su Gaeta si fecero più insistenti e cruenti, arrivando a colpire non solo obiettivi militari, ma anche obiettivi civili, come ospedali, chiese e case civili, allo scopo di abbattere il morale degli assediati e facilitare la caduta della città. Un racconto leggendario dell'epoca, diffuso inizialmente dal giornalista Carlo Garnier, narrava che dopo il 15 dicembre, con l'inasprirsi dei bombardamenti, la regina Maria Sofia di Baviera incominciò a vedersi continuamente sui bastioni della città, prodigandosi a soccorrere i feriti e a dare conforto ai soldati, venendo soprannominata "eroina di Gaeta".
Il 23 dicembre 1860, durante una giornata di fitta pioggia, i borbonici riuscirono a far approdare a Gaeta due navi cariche di viveri, provenienti da Marsiglia. Il 25 dicembre cadde la neve su Gaeta e, nonostante il giorno di festività solenne, continuarono i bombardamenti da ambo gli schieramenti. L'ammiraglio francese Barbier de Tinan presentò al sovrano borbonico una nuova proposta di resa, che venne ancora respinta. Il 31 dicembre, termine ultimo concesso da Francesco II per quanti volessero lasciare l'assedio, gli ufficiali indirizzarono al re un messaggio che ne esprimeva la volontà di resistenza:
(Charles Garnier, Giornale dell'assedio di Gaeta, 1861)
Il 19 gennaio 1861 le navi da guerra francesi presenti in rada, che fino a quel momento avevano impedito l'assedio da mare della roccaforte gaetana, salparono, perché mediante trattative segrete si era raggiunto un accordo in tal senso tra Cavour e Napoleone III; in cambio la Francia ricevette con il trattato firmato il 2 febbraio 1861 i comuni di Mentone e di Roccabruna. Lo stesso giorno la flotta sarda, all'ancora a Napoli, salpò per Gaeta e si fermò a Mola di Gaeta. Detta flotta, al comando dell'ammiraglio Carlo Pellion di Persano, era composta da dieci unità da guerra: Maria Adelaide (ammiraglia), Costituzione, Ardita, Veloce, Carlo Alberto, Confienza, Vittorio Emanuele, Monzambano, Garibaldi (ex vascello da guerra borbonico) e Vinzaglio.
Il 20 gennaio 1861, mentre la nave francese Dahomey portava via da Gaeta circa 600 civili tra donne e bambini, alle ore 8:30 una nave da guerra piemontese, battente bandiera diplomatica, si avvicinò a Gaeta ed entrò in porto con a bordo il generale Luigi Federico Menabrea ed il colonnello Piola Caselli per cercare di trattare onorevole e vantaggiosa capitolazione, ma saliti a bordo della nave Etna i parlamentari sardi ricevettero nuovamente risposta negativa dal governatore della piazza, che tramite il brigadiere Marulli dichiarò « [...] essere oltraggioso all'onore suo e delle armi napoletane il cedere una piazza che poteva vigorosamente resistere». A queste parole il Cialdini esclamò «Se non fossero italiani sarei glorioso di combattere contro tali soldati.»
Quindi il generale Cialdini ordinò la consegna della lettera di notifica di inizio del blocco di Gaeta anche per via mare. Le navi da guerra spagnole furono obbligate a lasciare le acque di Gaeta, mentre quelle francesi avevano già preso il largo. Dal 22 gennaio 1861 la flotta piemontese incominciò a collaborare con le forze assedianti di terra nel bombardare da mare la piazzaforte; inoltre impedì l'accesso al porto a navi spagnole e francesi che tentarono nuovamente l'approdo, allo scopo di impedire l'approvvigionamento di viveri, soldati e armi a Gaeta. Durante la mattinata tutte le batterie della piazzaforte aprirono il fuoco sulle batterie piemontesi, che furono arretrate, mentre venne centrata la polveriera sul colle dei Cappuccini.
La flotta piemontese intervenne in aiuto delle truppe di terra e aprì il fuoco da mare sulla piazzaforte, ma senza potersi avvicinare troppo: le navi da guerra Confienza, Vinzaglio e Saint-Bon vennero centrate e danneggiate dagli artiglieri di Gaeta. Il 24 gennaio 1861 arrivarono in rinforzo alla flotta piemontese le navi da guerra Palestro, Curtatone e le ex borboniche Fieramosca, Fulminante, Re Galantuomo. Il 27 gennaio 1861 il ministro della marina francese telegrafò a Gaeta per informare il comandante della Piazzaforte che nel porto di Napoli era all'ancora la nave francese Mouette messa a disposizione della famiglia reale borbonica per qualsiasi necessità.

### Conclusione dell'assedio

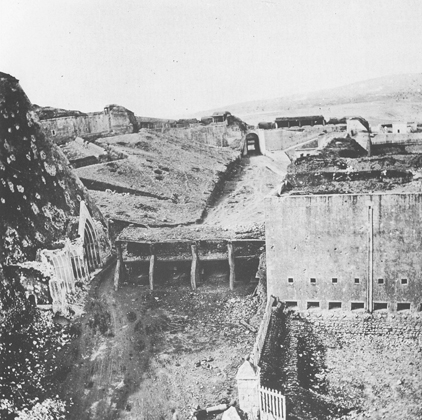
Febbraio 1862: immagine della batteria Cittadella della fortezza di Gaeta

L'assedio durò 102 giorni, di cui 75 trascorsi sotto il fuoco piemontese. Tra tutti gli assedi subiti da Gaeta nella sua millenaria storia di fortezza militare fin dall'846, questo fu il più ingente per i mezzi militari impegnati. Il numero ufficiale delle vittime di questo assedio fu:
- tra le file piemontesi: 46 morti, 321 feriti;
- tra le file borboniche: 826 morti, 569 feriti, 200 dispersi.

Purtroppo non ci sono le registrazioni ufficiali di morti, feriti e dispersi tra la popolazione civile che pure patì l'assedio. 
Il 4 febbraio 1861 venne centrata dal tiro dell'artiglieria di Casa Occagno la polveriera Cappelletti, dove erano stipati 180 chili di polvere da sparo e solo grazie all'eroismo di alcuni artificieri si evitò che l'incendio si propagasse pure alla polveriera Transilvania. Il 5 febbraio 1861 alle ore 16 il magazzino delle munizioni della batteria S. Antonio esplose, creando una breccia nei bastioni di protezione larga circa 30-40 metri, la perdita di oltre 7 tonnellate di polvere da sparo e circa 42 000 cartucce da carabina e da fucile. Nel crollo morirono 316 artiglieri napoletani e 100 civili. Gli artiglieri piemontesi gioirono per il grave danno arrecato alle difese borboniche e incominciarono a gridare "Viva l'Italia!" così forte che si sentì fin dentro le mura di Gaeta.
Venne prontamente allestita dai soldati borbonici una batteria con due cannoni a protezione della breccia, per impedire ai piemontesi di poterne fare uso per entrare a Gaeta via mare. Tra le file borboniche ci si domandò come avesse potuto essere così preciso il fuoco piemontese da centrare in pieno il deposito munizioni della batteria Sant'Antonio e si iniziò a sospettare che tale episodio fosse stato in realtà un atto di sabotaggio per anticipare la resa di Gaeta; molto probabilmente fu soltanto un colpo di fortuna a far centrare agli artiglieri piemontesi della batteria Madonna di Conca la polveriera Sant'Antonio, aiutati dal possesso delle mappe della piazzaforte. Anche dopo il crollo della batteria Sant'Antonio, le batterie piemontesi continuano con i loro bombardamenti, concentrando il fuoco su ciò che restava della batteria distrutta.
Nel frattempo il generale Cialdini riunì il suo Stato Maggiore per mettere a punto la strategia dell'assalto finale; si iniziò a calcolare le forze militari necessarie per entrare via mare dallo squarcio aperto nella batteria Sant'Antonio, a stimare il numero delle eventuali perdite tra i soldati piemontesi e si incominciò a far esercitare i soldati all'uso delle scale; ma al momento l'idea dell'assalto finale via terra venne accantonato all'unanimità dalla Stato Maggiore, evitando un'azione di guerra che avrebbe causato rilevanti perdite e si decise che la capitolazione di Gaeta dovesse avvenire aumentando i bombardamenti sulla città. Intanto sui giornali che seguivano gli eventi bellici circolava la notizia che l'esercito piemontese avesse creato una nuova arma (detta brulotto minatore), una specie di bomba lanciata da bordo delle navi piemontesi, allo scopo appositamente modificate, così potente non solo da riuscire a demolire le fortificazioni della città, ma anche da distruggere l'abitato interno alle mura e infliggere gravi perdite umane.
Il generale Cialdini si arrabbiò con i giornali, accusandoli di essere irresponsabili e avviò un'inchiesta interna per individuare chi avesse raccontato ciò ai giornalisti, violando il segreto militare. Il 6 febbraio tra gli schieramenti venne concordata una tregua di 48 ore per consentire di seppellire i morti, soccorrere i feriti ed evacuare 200 soldati borbonici feriti e malati, imbarcandoli su due navi piemontesi. Il comandante di Gaeta, generale Giosuè Ritucci, convocò il Consiglio di Difesa, a cui parteciparono 31 ufficiali superiori, a causa dell'epidemia di tifo, delle condizioni sanitarie scadenti e della truppa molto stanca. L'11 febbraio 1861 il re Francesco II di Borbone, per risparmiare ulteriore sangue, diede mandato al Governatore della piazzaforte di negoziare la resa di Gaeta. Un manipolo di ufficiali borbonici, composto dal generale Antonelli, dal brigadiere Pasca e dal tenente colonnello Giovanni Delli Franci, si recò a Mola di Gaeta via mare per trattare la resa e vi restò per due giorni.

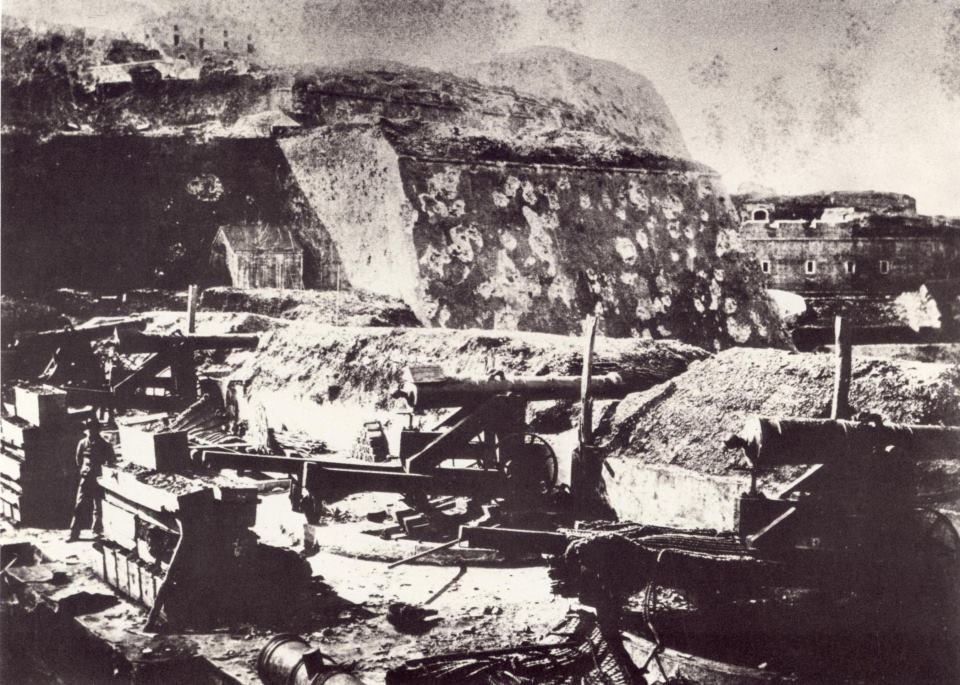
La batteria Cittadella a conclusione dell'assedio. Sono visibili i segni del bombardamento.

Nel frattempo, il generale Enrico Cialdini faceva continuare il bombardamento di Gaeta, giustificandosi dicendo che, pur contento di incominciare le trattative di resa, non poteva accogliere una richiesta di tregua, essendo sua abitudine continuare le ostilità finché non venisse firmata la capitolazione. Intorno alle ore 15 esplose la polveriera della batteria Philipstad e verso le 16 alcuni colpi dell'artiglieria piemontese fecero saltare in aria anche la polveriera della batteria Transilvania. Il 13 febbraio 1861 nella villa reale dei Borbone (già villa Caposele, attualmente Villa Rubino, a Formia) venne firmato l'armistizio; alle ore 18:15 le artiglierie di entrambi gli schieramenti cessarono le ostilità, entrando in vigore il cessate il fuoco a seguito della firma della capitolazione e la guarnigione uscì dalla piazzaforte con l'onore delle armi.

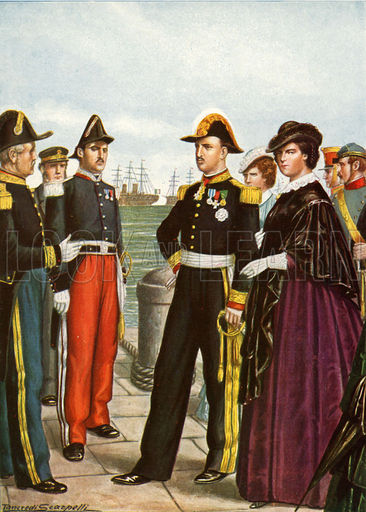
Francesco II e la regina Maria Sofia lasciano Gaeta dopo la capitolazione (Tancredi Scarpelli)

Il 14 febbraio, alle ore 8 circa, mentre le truppe dell'esercito piemontese entravano nella piazzaforte di Gaeta e si raccoglievano su Monte Orlando, come previsto dagli accordi di capitolazione, il re Francesco II di Borbone e la regina Maria Sofia, seguiti da principi e ministri, dopo aver ricevuto gli ultimi onori militari dalle truppe borboniche schierate sul lungomare di Gaeta e un caloroso saluto dalla popolazione civile sopravvissuta ai bombardamenti, si imbarcarono sulla nave da guerra francese Mouette per recarsi in esilio a Roma, ospiti del Papa. Quando la Mouette fu fuori del porto, le batterie di Gaeta esplosero 20 colpi di cannone come estremo saluto al re che partiva in esilio.
Dopo la partenza dei reali borbonici il generale Enrico Cialdini poté prendere pienamente possesso di tutta la piazzaforte e alzare la bandiera tricolore sui bastioni di Gaeta. Il trattato della capitolazione di Gaeta stabiliva, tra le altre cose: «Gli ufficiali conserveranno le loro armi, i loro cavalli bardati e tutto ciò che loro appartiene e sono facoltati altresì a ritenere presso di loro i trabanti rispettivi». A tutti gli ufficiali del disciolto esercito borbonico delle Due Sicilie vennero concessi due mesi di tempo per decidere se riprendere servizio nell'esercito piemontese, conservando il grado militare di provenienza, o se essere prosciolti dalla ferma militare.

Dopo la resa della piazzaforte di Gaeta il generale Cialdini divulgò un ordine del giorno del quale si riporta una parte significativa per le parole di riconciliazione nei confronti degli sconfitti militarmente: 
(Vittore Ottolini, Castelfidardo, pp. 276-277)

## Ordini di battaglia

### Ordini di battaglia del Regno delle Due Sicilie
Gli ordini di battaglia sono desunti da: Maggiore Pietro Quandel, Giornale della Difesa di Gaeta - da Novembre 1860 a Febbraio 1861, Angelo Placidì, Roma, 1863, che è il Giornale Ufficiale del Regno delle Due Sicilie durante l'Assedio e sono compilati secondo il seguente schema:
- Reparto (Grado, Cognome del Comandante = n° Ufficiali + n° Soldati + n° Animali + n° Cannoni)

#### 4 novembre 1860
- Corpo d'Esercito d'Operazioni (Tenente Generale Giovanni Salzano de Luna = 356u+10056s+1366a+46c)
  - Stato Maggiore (Brigadiere Tommaso Bertolini = 34u+0s+0a+0c)
  - 1ª Divisione (Maresciallo di Campo Colonna = 162u+5484s+349a+16c)
    - 1ª Brigata (Colonnello Paterna = 72u+2717s+219a+8c)
      - 3º Battaglione Cacciatori ( = 30u+836s+0a+0c)
      - 4º Battaglione Cacciatori ( = 23u+872s+0a+0c)
      - 6º Battaglione Cacciatori ( = 14u+795s+0a+0c)
      - 11ª Batteria d'Artiglieria da Montagna ( = 5u+214s+219a+8c)

    - 2ª Brigata (Brigadiere Polizzy = 90u+2767s+130+8c)
      - 2º Battaglione Cacciatori ( = 21u+835s+0a+0c)
      - 14º Battaglione Cacciatori ( = 29u+806s+0a+0c)
      - 15º Battaglione Cacciatori ( = 35u+924s+0a+0c)
      - 13ª Batteria d'Artiglieria ( = 5u+202s+130a+8c)

  - 2ª Divisione (Maresciallo di campo Johann Lucas von Mechel = 116u+3734s+341a+14c)
    - 1ª Brigata (Maresciallo di campo Gaetano Barbalonga = 103u+3270s+205a+8c)
      - 7º Battaglione Cacciatori ( = 22u+702s+0a+0c)
      - 8º Battaglione Cacciatori ( = 25u+695s+0a+0c)
      - 9º Battaglione Cacciatori ( = 24u+796s+0a+0c)
      - 10º Battaglione Cacciatori ( = 27u+874s+0a+0c)
      - 10ª Batteria d'Artiglieria da Montagna ( = 5u+203s+205a+8c)

    - Frazione della 2ª Brigata (Colonnello Mortilliet = 13u+464s+136a+6c)
      - 3º Battaglione Carabinieri Leggeri Esteri (Capitano Johann von Hess = 8u+290s+0a+0c)
        - 1ª Compagnia Carabinieri Leggeri Esteri
        - 2ª Compagnia Carabinieri Leggeri Esteri
        - 3ª Compagnia Carabinieri Leggeri Esteri
        - 4ª Compagnia Carabinieri Leggeri Esteri

      - 15ª Batteria d'Artiglieria Estera ( = 5u+174s+136a+6c)

  - Riserva Brigadiere Vincenzo Sanchez de Luna ( = 34u+838s+766a+16c)
    - Reggimento Cacciatori a Cavallo ( = 24u+423s+418a+0c)
    - 1ª Batteria d'Artiglieria ( = 5u+225s+210a+8c)
    - 6ª Batteria d'Artiglieria ( = 5u+190s+138a+8c)
- Guarnigione di Gaeta (Tenente Generale Governatore Francesco Milon = 610u+11927s+43a+60c)
  - Generali ( = 31u)
    - Gendarmeria Reale ( = 7u+80s+43a)
    - Carabinieri dello Stato Maggiore ( = 4u+188s)

  - Stato Maggiore dell'Esercito ( = 21u)
    - Direzione di Linea
      - 1º Reggimento della Guardia Granatieri ( = 38u+1393s)
      - 2º Reggimento della Guardia Granatieri ( = 42u+1468s)
      - 3º Reggimento della Guardia Cacciatori ( = 42u+1636s)
      - Battaglione Tiragliatori della Guardia ( = 37u+998s)
      - Frazioni di Fanteria di Linea ( = 25u+970s)
      - Frazioni di Fanteria di Linea ( = 25u+970s)
      - Frazioni di Fanteria di Riserva ( = 10u+352s)
      - Frazioni di Fanteria di Cavalleria ( = 9u+172s)
      - Frazioni di Fanteria dei Veterani Nazionali ( = 5u+249s)
      - Veterani Svizzeri ( = 26u+490s)

    - 8° Direzione d'Artiglieria ( = 12u+9s)
      - Reggimento Re Artiglieria ( = 18u+946s)
      - Brigata Artefici d'Artiglieria ( = 131s)
      - Cannonieri-Marinai e Fanteria di Marina (a terra) ( = 10u+720s)
      - Cannonieri-Marinai (a bordo dei Reali Legni) ( = 15u+398s+60c)
        - Fregata a vela Partenope (Capitano di Vascello Roberto Pasca = 50c)
        - Piroscafo Delfino (Capitano di Fregata Onorario Raffaele Criscuolo = 4c)
        - Piroscafo Saetta (Capitano di Fregata Onorario Raffaele Criscuolo = 2c)
        - Piroscafo Messaggiero (Capitano di Fregata Onorario Raffaele Criscuolo = 2c)
        - Piroscafo da Commercio Etna ( = 2c)

      - 3° Direzione del Genio ( = 17u)
        - 2º Battaglione del genio ( = 8u+596s)

  - Stato Maggiore Territoriale ( = 42u)
    - Intendenza dell'Esercito, Commissariato di Guerra e Tesoreria ( = 50u)
    - Corpo Sanitario ed Infermieri ( = 69u)
    - Suore Figlie della Carità di San Vincenzo de' Paoli ( = 11s)
    - Impiegati Telegrafici ( = 25u)

#### 5 novembre 1860
Il Genio viene così riorganizzato:
- Direzione Generale del Genio (Tenente Generale Traversa = 1u)
  - Stato Maggiore del Genio (Maggiore de Sarnaud = 2u+1s)
    - 3° Direzione del Genio "Gaeta" (Colonnello Pelosi = 1u+1s)
      - 1ª Sezione "Trabacco-Malladrone" (Maggiore Presti = 1u)
        - 1º Gruppo (Capitano Andruzzi = 1u+1s)
          - Batteria "Regina"
          - Batteria "Trabacco"
          - Polveriste

        - 2º Gruppo (Capitano Sponzillo = 1u+1s)
          - Batteria "Malpasso"
          - Batteria "Transilvania"
          - Batteria "Trinità"
          - Ridotto "Trinità"
          - Batteria "Malladrone"

      - 2ª Sezione "Trinità-Cittadella" (Maggiore de Sangro = 1u)
        - 1º Gruppo (Capitano Quandel = 1u+1s)
          - Batteria a Denti di Sega "Trinità"
          - Batteria "Piattaforma"
          - Ridotto "Cinquepiani"
          - Bastione "Philippsthal"
          - Trinceramento "Philippsthal"
          - Rivellino "Informe"
          - Gran Sortita
          - Cortina "Sant'Andrea"
          - Bastione "San Giacomo"
          - Batteria "Fico"
          - Bastione "Conca"
          - Bastione "Cappelletti"

        - 2º Gruppo (Capitano Ferrari = 1u+1s)
          - Fianco Basso "Cappelletti"
          - Trinceramento "Cappelletti"
          - Cortina "Cappelletti-Cittadella"
          - Controguardia "Cittadella"

        - 3º Gruppo (Capitano de Nora = 1u+1s)
          - Falsabraca "Sant'Andrea"
          - Nuovo Ridotto "a Porta di Terra"
          - Fronte "a Scaloni"
          - Strada Coperta e Spalto

      - 3ª Sezione "Fronte di Mare" (Maggiore Satriano = 1u)
        - 1º Gruppo (Capitano Anfora = 1u+1s)
          - Cortina a Denti di Sega "Sant'Antonio"
          - Bastione "Sant'Antonio"
          - Cortina "Addolorata"
          - Bastione "Annunziata"
          - Batteria "Riserva"
          - Batteria "Spirito Santo"
          - Batteria "Favorita"
          - Batteria "Ferdinando"

        - 2º Gruppo (Capitano Carrascosa = 1u+1s)
          - Batteria "Granguardia"
          - Batteria "Poterna"
          - Batteria "Vico"
          - Cortina "del Porto"
          - Batteria "Santa Maria"
          - Batteria "Guastaferri Inferiore"
          - Batteria "Guastaferri Superiore"
          - Batteria "San Montano"
          - Batteria "San Domenico"
          - Batteria "Maria Teresa"
          - Batteria "Torrion Francese"
          - Batteria "Duca di Calabria"

      - 4ª Sezione "Interno della Piazza" (Capitano Volpe = 2u+1s)
        - 1º Gruppo (Capitano Anfora = 1u+1s)

#### 10 novembre 1860
L'Artiglieria viene così riorganizzata:
- Direzione Generale d'Artiglieria (Maresciallo di Campo Rodrigo Afan de Rivera = 1u)
  - Stato Maggiore d'Artiglieria (Tenente Colonnello delli Franci = 10u)
    - Ispezione del Personale (Brigadiere Romano = 2u)
    - Ispezione del Materiale (Colonnello Luvarà = 2u)
    - 8° Direzione d'Artiglieria "Gaeta" (Colonnello Vincenzo Afan de Rivera = 5u)
      - Batterie della Piazza (Colonnello Luvarà = 8u)
        - Fronte "del Mare" (Colonnello Garofalo = 4u)
          - 1ª Sezione
          - 2ª Sezione
          - 3ª Sezione
          - 4ª Sezione
          - 5ª Sezione

        - Fronte "di Terra" (Colonnello Ussani = 4u)
          - 1ª Sezione
          - 2ª Sezione
          - 3ª Sezione
          - 4ª Sezione
          - 5ª Sezione
          - 6ª Sezione

#### 16 novembre 1860
- Truppe di Piazza (Tenente Generale Vial)
  - 1ª Divisione (Maresciallo di campo Gaetano Afan de Rivera)
    - 1ª Brigata (Brigadiere Marulli)
      - 1º Reggimento della Guardia Granatieri (Colonnello Vecchione)
      - 2º Reggimento della Guardia Granatieri (Tenente Colonnello Cetrangolo)

    - 2ª Brigata (Colonnello d'Orgemont)
      - 3º Reggimento della Guardia Cacciatori (Colonnello de Lozza)
      - Battaglione Tiragliatori della Guardia (Maggiore Camerlengo)

  - 2ª Divisione (Maresciallo di Campo de Mechel)
    - 1ª Brigata (Colonnello Paterna)
      - 2º Battaglione Cacciatori (Tenente Colonnello Castellani)
      - 3º Battaglione Cacciatori (Aiutante Maggiore del Conte)
      - 4º Battaglione Cacciatori (Maggiore Valente)
      - 6º Battaglione Cacciatori (Aiutante Maggiore Luise)
      - 7º Battaglione Cacciatori (Aiutante Maggiore d'Alessio)

    - 2ª Brigata (Brigadiere Polizzy)
      - 8º Battaglione Cacciatori (Capitano de Palma)
      - 9º Battaglione Cacciatori (Aiutante Maggiore Simonetti)
      - 10º Battaglione Cacciatori (Maggiore Bosco)
      - 14º Battaglione Cacciatori (Maggiore Orlando)

    - Brigata Isolata (Brigadiere Conte di Trani)
      - Reggimento Re Artiglieria (Colonnello Garofalo)
      - Reggimento Regina Artiglieria (Tenente Colonnello Iovene)
      - 2º Battaglione del genio (Capitano Salmieri)
      - 16º Battaglione Cacciatori (Tenente Colonnello Leone)
      - Frazioni di fanteria (Tenente Colonnello Testa)

  - Fronte "di Terra" (Tenente Generale de Riedmatten)
  - Fronte "del Mare" (Tenente Generale Sigrist)

### Ordini di Battaglia del Regno di Sardegna
Gli Ordini di Battaglia sono desunti da: "Operazioni dell'Artiglieria negli assedi di Gaeta e Messina negli anni 1860 e 1861", Tipografia Eredi Botta, Torino, 1864, pubblicata con l'autorizzazione del Ministro della Guerra del Regno d'Italia, sono compilati secondo il seguente schema:
- Reparto (Grado, Cognome del Comandante = n° Ufficiali + n° Soldati + n° Animali + n° Cannoni)

#### 4 novembre 1860
- IV Corpo (Armata d'Assedio) (Generale d'Armata Enrico Cialdini)
  - Quartier Generale Principale (Generale d'Armata Enrico Cialdini = 14u)
  - 4ª Divisione (Luogotenente Generale Bernardino Pes di Villamarina del Campo = 3u)
    - Brigata Regina (Maggior Generale Giacinto Avenati)
      - 9º Reggimento (Colonnello Durandi)
      - 10º Reggimento (Colonnello Bossolo)

    - Brigata Savona (Maggior Generale Regis)
      - 15º Reggimento (Luogotenente Colonnello di Villahermosa)
      - 16º Reggimento (Colonnello Manca)

    - Bersaglieri
      - 6º Battaglione (Maggiore Radicati di Passerano)
      - 7º Battaglione (Maggiore Negri)

    - Artiglieria (Maggiore Dhò)
      - 1ª Batteria del 5º Reggimento (Capitano Galli della Loggia)
      - 2ª Batteria del 5º Reggimento (Capitano Sterpone)
      - Parco Divisionale (Luogotenente Severgnini)

  - 7ª Divisione (Maggior Generale Alberto Leotardi = 3u)
    - Brigata Como (Maggior Generale Cugia)
      - 23º Reggimento (Colonnello Borda)
      - 24º Reggimento (Colonnello Grisoni)

    - Brigata Bergamo (Maggior Generale Avogadro di Casanova)
      - 25º Reggimento (Luogotenente Colonnello Scano)
      - 26º Reggimento (Colonnello Masala)

    - Bersaglieri
      - 11º Battaglione (Maggiore Lanzavecchia di Buri)
      - 12º Battaglione (Maggiore Ferrari)

    - Artiglieria (Maggiore Lostia di Santa Sofia)
      - 4ª Batteria del 5º Reggimento (Capitano Della Chiesa di Cervignasco)
      - 5ª Batteria del 5º Reggimento (Capitano Zacco)
      - Parco Divisionale (Luogotenente Raffaello)

  - Cavalleria (Luogotenente Colonnello De Baral)
    - Reggimento Lancieri di Milano (Luogotenente Colonnello De Baral)

  - Artiglieria di Riserva (Maggiore Cugia)
    - 3ª Batteria del 5º Reggimento (Capitano Dogliotti)
    - 6ª Batteria del 5º Reggimento (Capitano Mariani)
    - 4ª Batteria dell'8º Reggimento (Capitano Rizzetti)
    - Parco dell'Artiglieria di Riserva (Capitano Perron di San Martino)

  - Parco di Riserva (Capitano Bertotti)
    - 7ª Compagnia del 3º Reggimento (Capitano Bertotti)

  - Pontieri (Capitano Bianchini)
    - Distaccamento della 4ª Compagnia (Capitano Bianchini)

  - Zappatori del Genio (Maggiore Tapparone)
    - 1ª Compagnia del 2º Reggimento
    - 3ª Compagnia del 2º Reggimento
    - 5ª Compagnia del 2º Reggimento
    - 6ª Compagnia del 2º Reggimento
    - 7ª Compagnia del 2º Reggimento
    - 8ª Compagnia del 2º Reggimento
    - 10ª Compagnia del 2º Reggimento